# Paradoks Newcomba
Paradoks Newcomba – paradoks w teorii gier, w której jeden z graczy ma zdolność przewidywania ruchów drugiego.

## Historia
Paradoks Newcomba pierwszy raz został opisany przez Wiliama Newcomba pracującego w University of California's Lawrence Livermore Laboratory. Wśród filozofów rozpowszechnił go Robert Nozick w roku 1969. Artykuł na ten temat ukazał się w Scientific American w roku 1974.

## Treść paradoksu
Wyobraź sobie dwóch graczy, Przewidującego i Wybierającego, którzy biorą udział w następującej grze:
1. W ma do dyspozycji dwa pudełka – otwarte pudełko I z 1000 zł oraz zamknięte pudełko II  z 1 000 000 zł lub puste – W nie wie, która z tych opcji występuje.
2. W wybiera, czy chce dostać oba pudełka, czy tylko pudełko II.
3. P dzień wcześniej przewidział, co wybierze W. Jeżeli W weźmie oba pudełka, to pudełko II P pozostawi puste; jeżeli W wybierze tylko pudełko II, to P włoży do niego 1 000 000 zł.
4. W zdaje sobie sprawę ze sposobu działania P opisanego powyżej, ale nie wie, jaki jego ruch przewidział P w danej rozgrywce.

Pytanie: Czy W ma wybrać oba pudełka, czy jedno?
Jeżeli P przewiduje bezbłędnie, to W powinien wybrać tylko pudełko II i wygra wtedy 1 000 000 zł. Jeżeli W weźmie oba pudełka, to pudełko II będzie puste i W wygra tylko 1000 zł. Nawet jeżeli P jest tylko w przybliżeniu pewny swoich przewidywań, W nie chce ryzykować, że dostanie tylko tysiąc. Zgodne z takim rozumowaniem W powinien zawsze wybierać zamknięte pudełko II.
Jednakże w momencie, kiedy W przystępuje do wyboru, zawartość pudełek jest już ustalona. Zamknięte pudełko II może być albo puste, albo pełne. Na oczach W zawartość pudełek nie może ulec zmianie. Niezależnie od tego, czy pudełko II jest puste, czy pełne, wybierając oba, W zwiększa swoją szansę wygranej, bo może zabrać dla siebie zawartość obu z nich. Kierując się taką logiką, W powinien zawsze wybierać oba pudełka.
Istnienie dwóch rozwiązań wybieranych przez różne osoby w roku 1969 tak podsumował Nozick:
| To almost everyone, it is perfectly clear and obvious what should be done. The difficulty is that these people seem to divide almost evenly on the problem, with large numbers thinking that the opposing half is just being silly. |  | Dla prawie wszystkich jest całkowicie jasne i oczywiste, jak należy wybrać. Problem tkwi w tym, że pytani o rozwiązanie dzielą się na dwie prawie równe grupy, mające przeciwne zdanie na ten temat, a duża liczba pytanych osób sądzi, że ci wybierający drugie rozwiązanie są po prostu głupi. |

## Teoria gier bez wehikułu czasu
Analiza z pozycji teorii gier jest oczywista. Jeżeli W chce zwiększyć zyski, a P chce zwiększyć dokładność przewidywania, to równowaga Nasha ustali się dla W biorącego zawsze dwa pudełka, oraz P zawsze przewidującego ten ruch. W efekcie W dostanie zawsze 1000 zł, a P będzie mógł przewidywać przyszłość. Jeżeli dwóch graczy będzie powtarzać partie, to szybko ustali się taka równowaga.

## Z wehikułem czasu
Teraz dodajmy kolejne założenie: P ma dar widzenia przyszłości. On wie, a nie zgaduje, co się stanie. Równoważne do tego założenia są następujące okoliczności: P zastąpiły wehikuł czasu oraz robot. W uruchamia przycisk 1 lub przycisk 2. Wehikuł czasu automatycznie przesyła tę informację jeden dzień wstecz. Jeżeli naciśnięto przycisk 1, robot włoży 1 000 000 zł do zamkniętego pudełka. Jeżeli W wybrał przycisk 2, to robot pozostawi to pudełko puste. Co teraz ma zrobić W?
I znowu matematyczne rozumowanie jest proste. Jeżeli W wybierze oba pudełka, to zamknięte będzie puste, więc zysk osiągnie wartość 1000 zł. Jeżeli W wybierze tylko drugie pudełko, to będzie ono zawierało 1 000 000 zł. Wyraźnie wybranie tylko drugiego jest najrozsądniejsze.

## Spojrzenie filozoficzne
Filozofowie zaproponowali wiele rozwiązań paradoksu, które unikają wstecznej skutkowo-przyczynowości. Niektórzy sugerowali, że racjonalna osoba wybierze 2, a irracjonalna 1, więc w tej grze ludzie nieracjonalni są lepsi. Inni sugerowali, że istnienie wehikułu czasu oznacza brak wolnej woli, a W zrobi zawsze to, co mu nakazuje przeznaczenie. Kolejna grupa filozofów stwierdziła, że paradoks pokazuje niemożność pewnego przewidzenia przyszłości.

## Przezroczyste pudełko
Załóżmy, że zamknięte pudełko jest zrobione ze szkła. Co teraz powinien zrobić W?
Jeżeli widzi 1 000 000 zł w zamkniętym pudełku, to może wybrać oba pudełka, wtedy zgarnia całą pulę. Jeżeli widzi, iż zamknięte pudełko jest puste, to żeby zrobić na złość P, wybierze pierwsze pudełko. W ten sposób udowodni bezsensowność gry. W obu przypadkach stanie się rzecz przeciwna do przewidzianej. Założenia gry będą wewnętrznie sprzeczne.
Paradoks Newcomba w tej formie jest równoważny paradoksowi dziadka. Jeżeli cofniesz się w czasie i zabijesz swojego dziadka, to nie możesz się urodzić i zabić swojego dziadka.
Paradoks Newcomba z przezroczystym pudełkiem może być uznany za dowód sprzeczności w założeniu, że można dokładnie poznać przyszłość (pod warunkiem istnienia wolnej woli).